# Kid's Got Talent (prima edizione)
La prima edizione del talent show Kid's Got Talent, composta da 4 puntate, è andata in onda in prima visione su TV8 ed in chiaro su Sky Uno dall'11 dicembre 2016 al 1º gennaio 2017, con la conduzione di Claudio Bisio e Lodovica Comello.

## Trasmissione
I 3 baby opinionisti della prima edizione sono: Lorenzo, Francesco e Carlotta.

### Prima puntata
| Nome artista/i       | Tipologia                   |
| -------------------- | --------------------------- |
| Straduri Killa       | danzatori moderni/straduri  |
| Edoardo Barchi       | esperto di animali          |
| Tracy Menga          | cantante                    |
| Viola Imbastoni      | "addestratrice" furba       |
| Yuri Anafrini        | esperto di calciatori       |
| Giorgia e Alessandra | contorsioniste              |
| Jianque Que          | risolvere il cubo di Rubik  |
| Simone Palmese       | mago                        |
| Diana Pusceddu       | danzatrice moderna          |
| Soery Dell’Acqua     | illusionista/contorsionista |
| One Big Family       | cantanti                    |

### Seconda puntata
| Nome artista                        | Tipologia             |
| ----------------------------------- | --------------------- |
| Francesca e Cristian                | ballerini di swing    |
| Andrea Veglia                       | cantante/ballerino    |
| Anna Donati                         | ballerina             |
| Giulia con la sua cagnolina Camilla | dog agility           |
| Salvatore Sorrentino                | cantante neomelodico  |
| Giuseppe Lupinelli                  | esperto di autostrade |
| Brando Franceschini                 | batterista            |
| Gaia Pinna                          | pole dancer           |
| Tommaso Mascia                      | ballerino             |
| Angelica                            | suonatrice arpa       |
| Mason Bumba                         |                       |
| Jacopo e Sascia                     | break dance           |

### Terza puntata
| Nome artista | Tipologia |
| ------------ | --------- |
|              |           |

## Finale
| Nome artista | Tipologia |
| ------------ | --------- |
|              |           |

| Posizione | Nome artista | Tipologia | Percentuale voto |
| --------- | ------------ | --------- | ---------------- |
|           |              |           |                  |

## Ascolti
| Puntata | Messa in onda    | TV8, Sky Uno   | TV8, Sky Uno | Ospiti                                                                                          |
| Puntata | Messa in onda    | Telespettatori | Share        | Ospiti                                                                                          |
| ------- | ---------------- | -------------- | ------------ | ----------------------------------------------------------------------------------------------- |
| 1       | 11 dicembre 2016 | 555.000        | 2,3%         | Sergio Sylvestre, Beppe Bergomi, Gianluca Vialli, Raul Cremona                                  |
| 2       | 18 dicembre 2016 | 332.000        | 1,4%         | Frank Matano                                                                                    |
| 3       | 25 dicembre 2016 | 380.000        | 1,7%         | Alessandro Cattelan, Christian Meyer (batterista di Elio e le Storie Tese), Giuseppe Giacobazzi |
| 4       | 1º gennaio 2017  | 390.000        | 2,5%         | Ficarra e Picone, Carla Fracci, Costantino della Gherardesca                                    |
| MEDIA   | MEDIA            | 413.000        | 1,97%        | #                                                                                               |